# 重根駅
重根駅（しこねえき）は、かつて和歌山県海南市重根にあった野上電気鉄道野上線の駅（廃駅）。交換駅であった。

## 歴史
- 1916年（大正5年）2月4日：野上軽便鉄道（のちに野上電気鉄道）開通と同時に開業。
- 1994年（平成6年）4月1日：野上電気鉄道廃業により廃止。

## 駅構造
相対式ホーム2面2線を有する地上駅。終日駅員配置駅で、ほとんどの列車が当駅で列車交換を行った。当駅では通票交換も行われていた。幡川寄りに側線があり、長物車が留置されていた。構内には野上電気鉄道の倉庫（保線用資材倉庫）があったが、同倉庫は変電所跡に設けられたものであった。

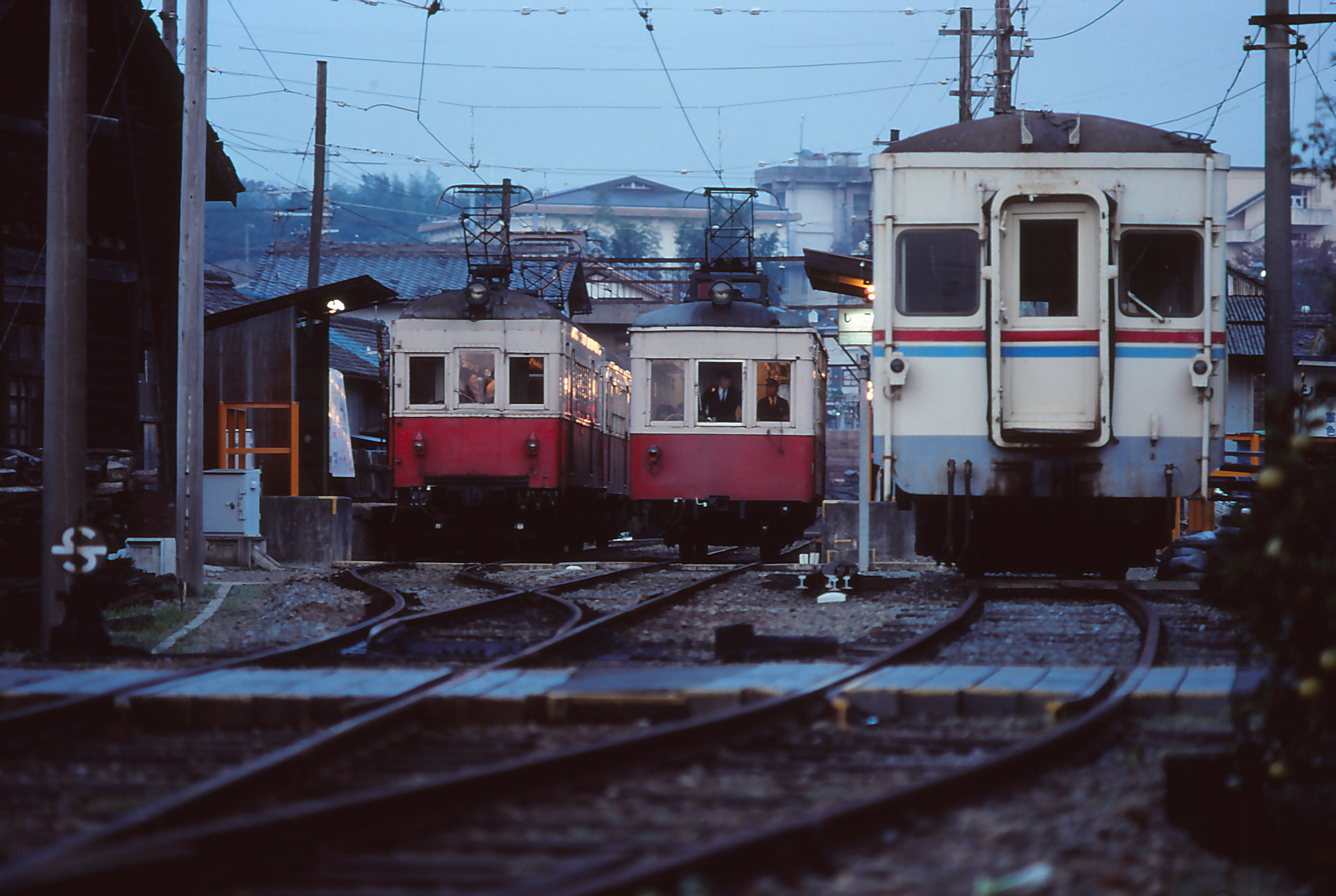
重根駅での交換風景（手前の車両は水間鉄道から譲り受けた501形）

## 駅周辺
- 千種神社
- 国道370号 - 阪井バイパス・現道（高野西街道）
- 和歌山県道18号海南金屋線
- 海南市コミュニティバス「伏山」停留所 - 扱沢線
- 日方川

## 現状
廃線後、駅や線路跡は、海南市健康ロードとなっている。

## 隣の駅
野上電気鉄道
野上線
幡川駅 - 重根駅 - 紀伊阪井駅